# Grom (album)
Grom je drugi studijski album poljskog metal-sastava Behemoth. Diskografska kuća Solstitium Records objavila ga je 2. siječnja 1996. Posljednji je Behemothov black metal-album; u pjesmama skupine na idućim uradcima počele su prevladavati osobine death metala.

## Popis pjesama
| 1.    | »Intro« (instrumentalna skladba)                          |                | 1:35 |
| 2.    | »The Dark Forest (Cast Me Your Spell)«                    | Nergal         | 7:06 |
| 3.    | »Spellcraft and Heathendom«                               | Nergal         | 4:50 |
| 4.    | »Dragon's Lair (Cosmic Flames and Four Barbaric Seasons)« | Baal Ravenlock | 5:55 |
| 5.    | »Lasy Pomorza«                                            | Nergal         | 6:25 |
| 6.    | »Rising Proudly Towards the Sky«                          | Baal Ravenlock | 6:52 |
| 7.    | »Thou Shalt Forever Win«                                  | Nergal         | 6:37 |
| 8.    | »Grom«                                                    | Nergal         | 5:27 |
| 44:52 |                                                           |                |      |

## Recenzije
U recenziji albuma za AllMusic Mark Morton komentirao je ovo: „Riječ je o jednom od najkontroverznijih i najraznolikijih albuma u karijeri sastava, a zanimljiv je zbog više razloga: ne samo da sadrži klavijature i ženske vokale, nego i od početka pokazuje da je Behemoth jedinstven po tome kako spaja black, Viking i thrash metal.”

## Zasluge
| Behemoth - Nergal – vokali, gitara, dizajn - Baal Ravenlock – bubnjevi, prateći vokali - Les – bas-gitara Dodatni glazbenici - P. Weltrowski – sintesajzer - Celina – vokali | Ostalo osoblje - Krzysztof Maszota – inženjer zvuka - DarkArts (DarkArts) – naslovnica - Kreator – dizajn |